# Ækte Vare (album)
 For alternative betydninger, se Ækte vare. (Se også artikler, som begynder med Ækte vare)
Ækte Vare er den første EP af Gilli. Det udkom den 1. april 2014 via ArtPeople og Mass Made Me.

## Spor
| #  | Titel                                                | Længde |
| -- | ---------------------------------------------------- | ------ |
| 1. | "Grå Dage" (featuring Murro)                         | 2:40   |
| 2. | "Knokler Hårdt"                                      | 4:05   |
| 3. | "Ung Entrepanør" (featuring MellemFingaMuzik)        | 5:57   |
| 4. | "Hele Igennem" (featuring Højer Øye, Kesi)           | 4:21   |
| 5. | "Hårde Tider" (featuring Højer Øye)                  | 3:50   |
| 6. | "Penge Kommer Går"                                   | 3:41   |
| 7. | "Trykker Sedler" (featuring MellemFingaMuzik, Sivas) | 5:23   |
| 8. | "Alt Jeg Har Set" (featuring Murro)                  | 3:59   |